# 圣日耳曼迪泰伊
圣日耳曼迪泰伊（法語：Saint-Germain-du-Teil，法語發音：[sɛ̃ ʒɛʁmɛ̃ dy tɛj]）是法国洛泽尔省的一个市镇，位于该省西部，属于芒德区。

## 地理
圣日耳曼迪泰伊（44°28'41"N, 3°10'20"E）面积22.58 平方千米，位于法国奧克西塔尼大區洛泽尔省，该省份为法国南部内陆省份，北起上盧瓦爾省和康塔爾省，西接阿韦龙省，南至加尔省，东临阿尔代什省。
与圣日耳曼迪泰伊接壤的市镇（或旧市镇、城区）包括：莱萨尔斯、拉卡努尔格、圣皮埃尔德诺加雷、莱塞尔莫、巴纳萨克-卡尼亚克、科拉涅河畔堡。

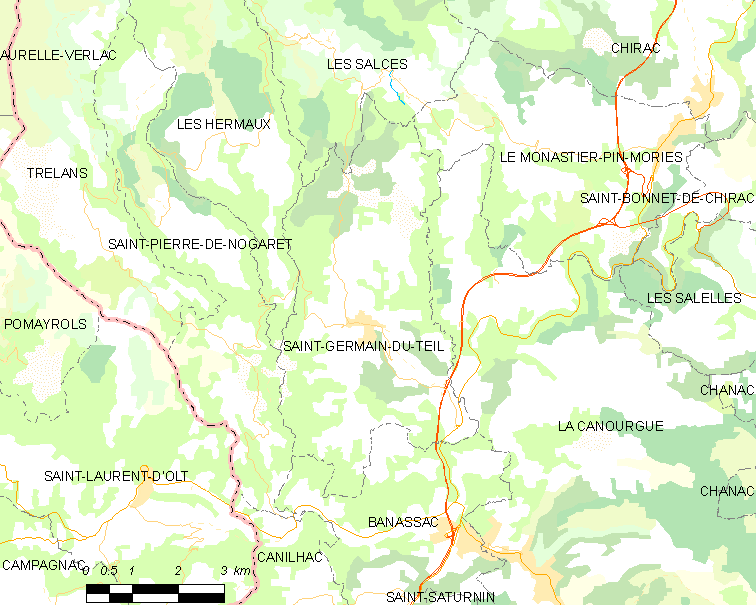
圣日耳曼迪泰伊的OSM定位图

圣日耳曼迪泰伊的时区为UTC+01:00、UTC+02:00（夏令时）。

## 行政
圣日耳曼迪泰伊的邮政编码为48340，INSEE市镇编码为48156。

## 政治
圣日耳曼迪泰伊所属的省级选区为科拉涅河畔堡县。

## 人口

1962-2008年间圣日耳曼迪泰伊人口变化图示

圣日耳曼迪泰伊于2022年1月1日时的人口数量为860人。